# Ludwig Hardt
Ludwig Hardt (* 16. Januar 1886 in Neustadt-Gödens (Ostfriesland); † 7. März 1947 in New York) war ein zu seiner Zeit sehr bekannter, vielseitiger Vortragskünstler und Rezitator in Berlin, bemerkenswert durch seine feinsinnig zusammengestellten literarischen Programme, in denen er Texte von Heine und vielen anderen klassischen wie modernen Dichtern vortrug.

## Leben
Als Sohn eines Pferdezüchters war Ludwig Hardt Lehrer an der Schauspielschule Reichers, Mitglied des Märkischen Wandertheaters und für kurze Zeit Lektor für Vortragskunst am Deutschen Theater. Ursprünglich Schauspieler, ging er um 1910 zur Rezitation über und hat auf diesem Gebiet Hervorragendes geleistet. So kleinwüchsig wie er war, wie Elias Canetti bemerkte, wäre er als Jockey geeignet gewesen und Canetti verglich seine Skurrilität mit E. T. A. Hoffmann. Canetti und Hardt lernten sich 1928 in Berlin kennen und befreundeten sich 1936 während seiner Wiener Zeit.
Seit 1933 war er im Rahmen des Jüdischen Kulturbundes tätig. 1937 ging er nach Österreich (wo er 1920/21 erstmals aufgetreten war), 1938 in die Tschechoslowakei, 1939 in die USA. Er lebte im Exil in Pacific Palisades, konnte jedoch in den Vereinigten Staaten nicht an seine bisherigen Erfolge anknüpfen und spielte ab 1940 nur einige kleine Filmrollen.

## Filmografie
- 1940: Paul Ehrlich – Ein Leben für die Forschung (Dr. Ehrlich's Magic Bullet)
- 1940: Arizona
- 1941: Gefährliche Liebe (Rage in Heaven)
- 1941: Underground
- 1942: Kings Row
- 1942: Sabotageauftrag Berlin (Desperate Journey)
- 1943: The Purple V
- 1943: The Moon is Down
- 1944: Der Ring der Verschworenen (The Conspirators)